# Stellaria pallida
Stellaria pallida là loài thực vật có hoa thuộc họ Cẩm chướng. Loài này được (Dumort.) Piré miêu tả khoa học đầu tiên năm 1863.